# Abu Nuvász
Az Abu Nuvász vagy Abu Novász („Fürtös”; arabul أبو نواس – Abū Nuwās) néven ismert al-Haszan ibn Háni al-Hakami (arabul الحسن بن هانئ الحكمي – al-Ḥasan ibn Hāniʾ al-Ḥakamī; Ahváz, 747 és 762 között – Bagdad, 813 és 815 között) az egyik legjelentősebb középkori arab költő volt.

## Élete
A húzisztáni Ahváz városában született, szegény sorsú családban. Ifjúságát Baszrában és Kúfában töltötte: Baszrában egy ideig egy illatszer-kereskedő segédjeként dolgozott, míg anyja gyapjútisztítással kereste a kenyerét. A források szerint első tanítója Váliba ibn al-Hubáb volt, akivel egyes korabeli források szerint homoszexuális kapcsolatban állt. Második mestere a kor híres költője és filológusa, Halaf al-Ahmar volt. A korban nem szokatlan módon hosszabb időt töltött a beduinok között, hogy minél tökéletesebben elsajátítsa az arab nyelvet.
Végül a birodalom központjába, Bagdadba utazott, ahol a híres zenész, Iszhák al-Mauszili beajánlotta Hárún ar-Rasíd kalifához. Költészete azonban nem nyerte el az uralkodó tetszését, így nem ő, hanem a befolyásos vezíri család, a horászáni Barmakidák vették pártfogásukba. Ezek véres bukása nyomán 803-ban Egyiptomba menekült, majd visszatért Bagdadba és al-Amín kalifa kegyeltje lett. Haláláról többféle történet is ismert: egyes vélekedések szerint börtönben halt meg egy istentagadó verse miatt, mások szerint egy kocsmárosnő házában, esetleg egy versben megsértett síita családban érte a halál.
A közismerten züllött, bohém költő az Ezeregyéjszaka több meséjében is szerepel: e történetek alapját az Abu Nuvászról és al-Amín kalifáról szóló anekdoták képezték, al-Amínt pedig később a jóval népszerűbb Hárún ar-Rasíd váltotta fel.

## Költészete
Az „iraki modernek” (arab terminológia szerint: muvalladún vagy muhdaszún) irányzatának egyik legfontosabb költője volt. Bár kaszídáit a klasszikus formákat követve kellett megírnia, tartalmi téren igyekezett megújítani a költészetet, és hevesen támadta a klasszicizáló verselés művelőit. Számos műfajban jeleskedett: veszélyes gúnyverseket írt (hidzsá), de elégiái is kiemelkedőek voltak. Ő tekinthető a vadászvers (tardijja) megteremtőjének.
Legkiemelkedőbb művei a bordalok (hamrijja), illetve a – főként fiúkhoz írt – szerelmes versek (gazal) közé tartoznak. Élete végén több aszketikus témájú, vallásos elmélkedéseket tartalmazó verset (zuhdijja) is írt. Költészetén – a korban nem egyedülálló módon – erős perzsa befolyás érzékelhető, ráadásul erős iszlámellenesség jellemzi, ezáltal Abu Nuvász a nem arab alattvalók körében jelentkező ellenállás, a suúbijja egyik fontos képviselőjének is tekinthető.

## Emlékezete

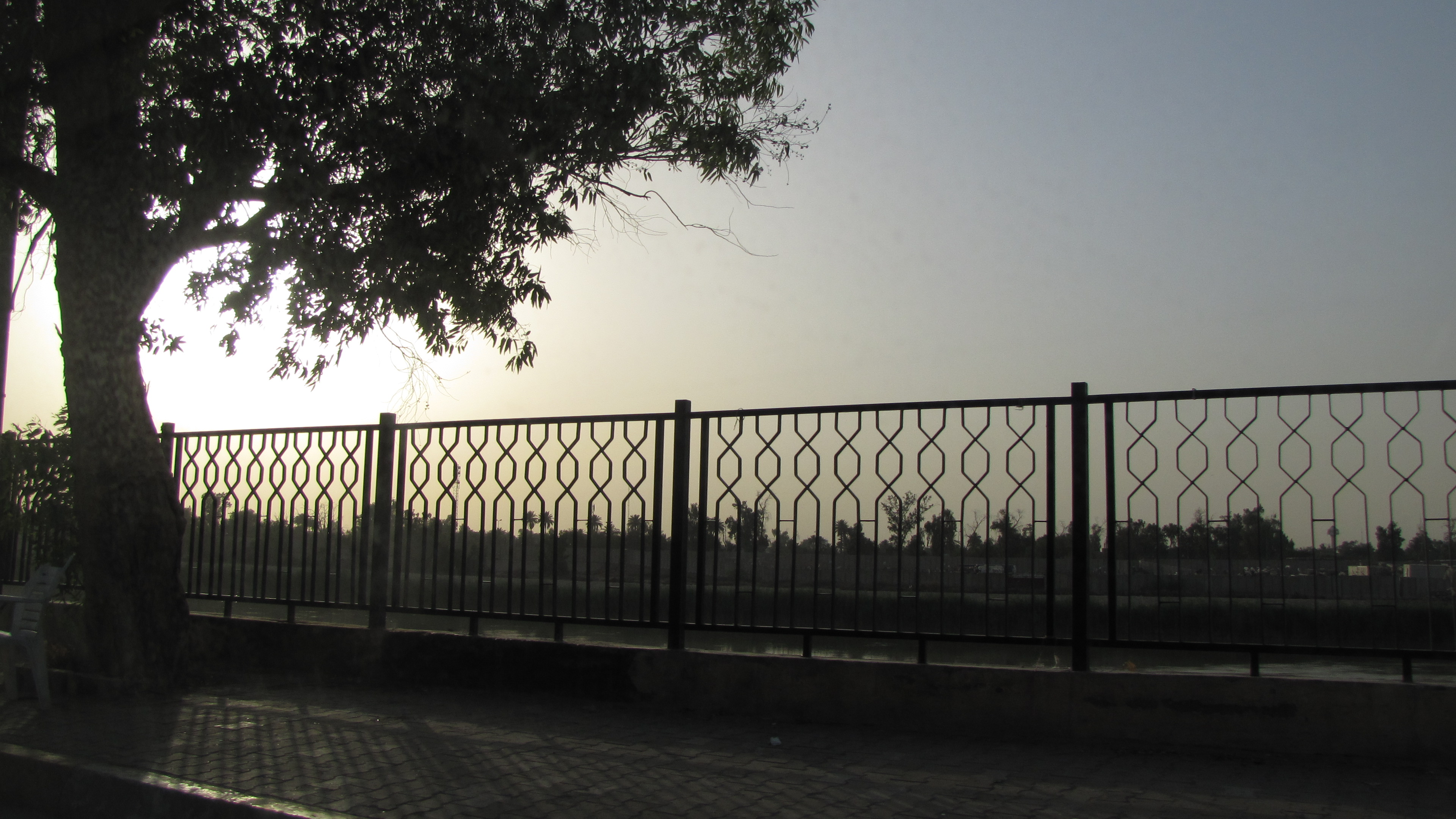
Bagdad, a Tigris-parti Abu Nuvasz sétány

Bagdad belvárosában nagy közterület viseli a nevét. Karadah városrészben, a Tigris folyó bal (keleti majd délire forduló) partján futó, klubokkal és éttermekkel szegélyezett forgalmas sétány és parti út neve Abu Nuvász út (Abū Nuwās Street, arabul:  شارع ابو نؤاس ).  Az utat végig kísérő zöld parksáv neve Abu Nuvász park (Abū Nuwās Park, arabul:  حدائق متنزه أبو نؤاس ). A parti út és a parksáv hossza mintegy 2,5 km, a Köztársaság (Dzsumhuríja) hídtól egészen az egyetemi negyedig, a Dzsadrija hídig.
1976-ban egy, a Merkúr bolygó felszínén felfedezett krátert neveztek el róla (Abu Nuwas crater).